# Сарнико
Са̀рнико (на италиански: Sarnica; на ломбардски: Sàrnech, Сарнек) е градче и община в Северна Италия, провинция Бергамо, регион Ломбардия. Разположено е на 197 m надморска височина, на югозападния бряг на езеро Изео. Населението на общината е 6739 души (към 2018 г.).